# Sebastián Villa Castañeda
Sebastián Villa Castañeda (Medellín, 21 de febrero de 1992) es un deportista colombiano que compite en saltos de plataforma. Ganó dos medallas de bronce en los Juegos Panamericanos, en los años 2011 y 2023.

## Palmarés internacional
| Juegos Panamericanos | Juegos Panamericanos | Juegos Panamericanos | Juegos Panamericanos   |
| Año                  | Lugar                | Medalla              | Prueba                 |
| -------------------- | -------------------- | -------------------- | ---------------------- |
| 2011                 | Guadalajara (México) | Medalla de bronce    | Plataforma 10 m        |
| 2023                 | Santiago (Chile)     | Medalla de bronce    | Plataforma 10 m sincro |